# Mercatorjachthaven

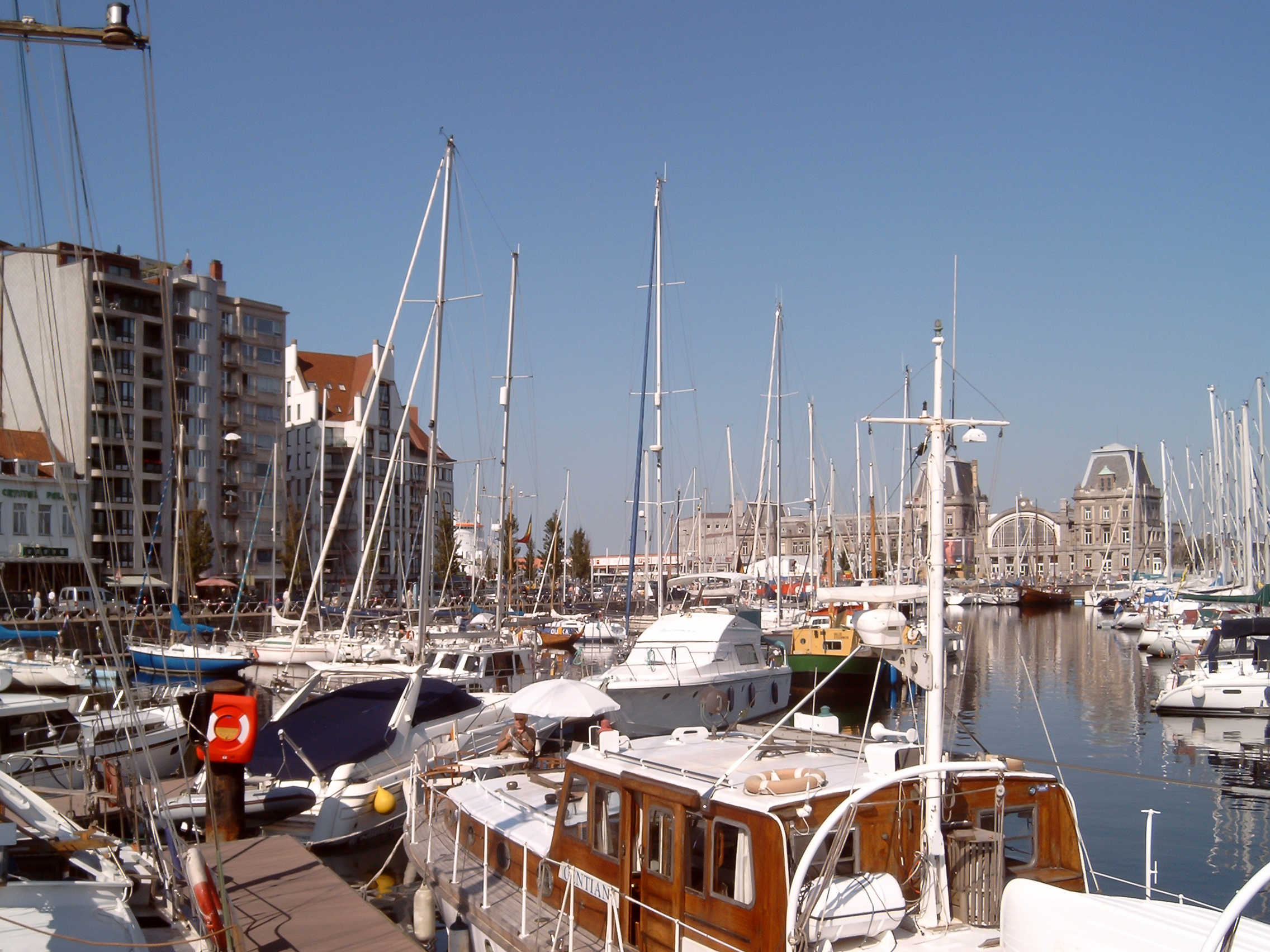
Jachthaven, met op achtergrond het station

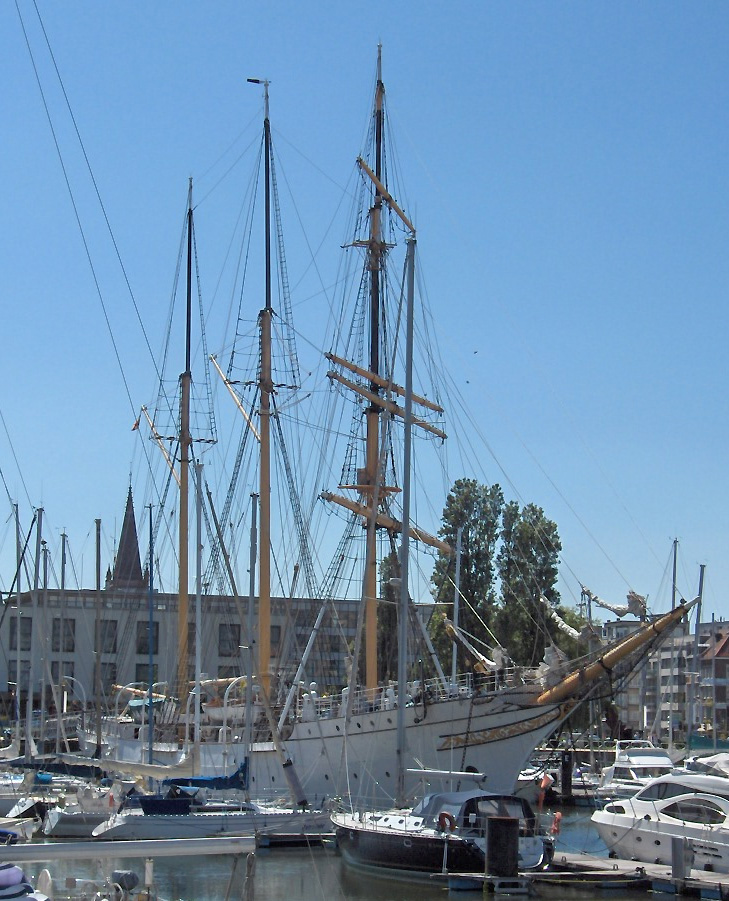
De Mercator

De Mercatorjachthaven is een jachthaven in de Belgische badstad Oostende. In de jachthaven ligt ook het historische zeilschip de Mercator aangemeerd.

## Geschiedkundige schets
Tijdens het bewind van koning Leopold I kreeg Oostende het bezoek van veel Engelse jachten. Men mag aannemen dat zij het hoofdzakelijk zijn geweest die in 1847 de eerste internationale zeilregatta te Oostende organiseerden. Enkele jaren daarna, namelijk in 1853, stichtten enkele officieren van de Belgische Marine de Royal Yacht Club van Oostende (kortweg RYCO). De opening van het casino op 2 juni 1878, door koning Leopold II, werd opgeluisterd met een grootse zeilwedstrijd van Oostende naar Dover, in 1880 gevolgd door een zeilrace over de Atlantische Oceaan. Vanaf dit ogenblik ging het de zeilsport te Oostende vlot voor de wind. Parallel met het wedstrijdzeilen groeide in de jaren 1960 en 1970 het recreatief watertoerisme aan. Om op deze toeristische trend te kunnen inspelen, moest een volledig watersportgebonden infrastructuur aangelegd worden. De oude handelsdokken leenden zich hier toe. In 1976 kon de nieuwe jachthaven, de Mercatorjachthaven, opengesteld worden.

## Haar structuur
De Mercatorjachthaven omsluit een wateroppervlakte van nagenoeg 3,2 ha, die voor de plezierzeilers, volledig uitgerust, centraal gelegen en bereikbaar is vanuit zee via een sluis.
Het sluizencomplex bestaat uit elektromechanische sluisdeuren, een sas van 53 m lengte bij 12,5 m breedte met twee ophaalbruggen (basculerend type) en bedieningscampagne. De twee dokken zijn volledig uitgerust met vlotte aanlegsteigers.
Nutsvoorzieningen en inter-fonische installatie zijn aanwezig. Het eerste dok meet 225 m bij 55 tot 75 m, telt 130 genummerde ligplaatsen, terwijl het tweede 165 bij 86 tot 118 m meet en 190 ligplaatsen heeft. De totale lengte van de kaaimuren bedraagt 600 en 500 m.